# Jorge Luis Pila
Jorge Luis Pila (ur. 3 sierpnia 1972 w Hawanie, na Kubie) – kubański aktor, tancerz, model i piosenkarz.

## Życiorys
Urodzony w Hawanie, na Kubie. Dorastał w Czechosłowacji. Otrzymał licencjat na wydziale sztuk wizualnych i teatralnych na Syracuse University w Syracuse, w stanie Nowy Jork. Początkowo pracował jako tancerz i model, w 1991 zatańczył w teledyskach piosenkarza Yuriego.
Debiutował na szklanym ekranie w telenoweli meksykańskiej TV Azteca Na północ od serca (Al norte del corazón, 1997) z Danną Garcíą, Bárbarą Mori, Aną Claudią Talancón i Hugo Catalánem. Śpiewał także w zespole D.C.O.
W telenoweli amerykańskiej Fono Video Productions Inc. Rebeka (Rebeca, 2003) wystąpił w roli Nicolása Izaguirre Zabalety, uwikłanego w trudną sytuację miłości do dwóch kobiet. W 2007 r. wystąpił w serialu Osaczona który został wielkim sukcesem.
Jest trzykrotnie rozwiedziony. Pierwszą żoną była Yasmine. Z Anette Michel był związany cztery lata, a po ślubie ich związek przetrwał cztery miesiące. Trzecia ex-żona to Aura Cristina Geithner. Ma syna (ur. 2004) i córkę Sabrinę.

## Filmografia

### Telenowele
- 1997: Na północ od serca (Al norte del corazón) jako José Francisco
- 1998: Yacaranday jako Adrián
- 1999: Catalina i Sebastian (Catalina y Sebastián) jako Antonio
- 2000: Ellas (Ellas, inocentes o culpables) jako Luis
- 2001: Sekret miłości (Secreto de amor) jako Lizandro Serrano Zulbarán
- 2002: Súbete a mi moto jako Carlos
- 2003: Rebeka (Rebeca) jako Nicolás Izaguirre Zabaleta
- 2004: Zbuntowany anioł (Ángel rebelde) jako Jose Armando Santibañez
- 2005: Marzenia nic nie kosztują (Soñar no cuesta nada) jako Ernesto
- 2006: Zemsta, moja miłość (Mi vida eres tu (La voz del amor)) jako Carlos 'El Charllie'
- 2006: Drzewko decyzyjne (Decisiones) jako Rafael
- 2006: Zemsta, moja miłość (Mi vida eres tu (La voz del amor)) jako Charly
- 2007: Drzewko decyzyjne (Decisiones) jako Franklin
- 2007: Osaczona (Acorralada) jako Diego
- 2007: Drzewko decyzyjne (Decisiones) jako Leonardo
- 2009-2010: Diabeł wie lepiej (Mas Sabe el Diablo) jako Jimmy Cardona
- 2010: Gdzie jest Elisa? (Donde esta Elisa?) jako Cristobal Rivas
- 2010-2011: Aurora jako Lorenzo Lobos
- 2011: Dom po sąsiedzku (La Casa de al Lado) jako Matías Santa María Hurtado
- 2012-2013: La Patrona jako Alejandro Beltrán
- 2016: Przeznaczenie Evy (Eva la Trailera) jako Armando Montes